# Banks (cantante)
Banks, pseudonimo di Jillian Rose Banks (Los Angeles, 16 giugno 1988), è una cantautrice statunitense.

## Biografia

### Formazione ed esordi
Jillian Banks inizia a produrre e scrivere musica all'età di 15 anni. Il suo primo approccio con la musica è avvenuto in seguito al divorzio dei suoi genitori, quando un amico le regalò una tastiera per aiutarla a superare tale esperienza. Successivamente frequenta la facoltà di psicologia l'Università della California, laureandosi con una tesi incentrata sull'effetto del divorzio sui bambini. Durante il periodo universitario incontra DJ Skeeter, che le offre un contratto con la Good Years Recordings.
Ad inizio 2013 lavora con la Good Years e pubblica la sua prima canzone Before I Ever Met You che, inizialmente pubblicata sulla pagina privata di SoundCloud, finisce con l'essere suonata dal DJ Zane Lowe. 
Il 1º maggio dello stesso anno incide il suo primo EP Fall Over, che contiene le canzoni Fall Over e Before I Ever Met You. In settembre pubblica il secondo EP London.
La canzone Waiting Game, inclusa nel secondo EP, è stata usata come sottofondo per l'holiday commercial 2013 di Victoria's Secret.
Sempre nel 2013 pubblica il suo secondo EP London e apre alcuni concerti di The Weeknd. In seguito a queste pubblicazioni riceve diversi riconoscimenti da MTV, BBC e altri media di rilievo. Nell'aprile 2014 si esibisce al Coachella Valley Music and Arts Festival. Giunge terza al Sound of... della BBC relativo a quell'anno.

### Goddess,The Altar(2014-2017)
Nel settembre 2014 pubblica il suo album di debutto Goddess, che ottiene un punteggio di 74 su 100 su Metacritic. Seguono una tourneée e il lancio di diversi singoli. Viene inoltre pubblicata una seconda versione dell'album, che include versioni remix dei brani originaliA inizio 2015 pubblica l'album inedito Better, a cui segue una seconda esperienza come artista d'apertura in un tour di The Weeknd.
Nel luglio 2016 pubblica il singolo Fuck with Myself, a cui fa seguito il secondo Gemini Feed. Il suo secondo album The Altar viene pubblicato il 30 settembre 2016 e ottiene un punteggio di 70 su Metacritic. Viene successivamente pubblicato un video per il brano Train Wreck, dopo di che Banks intraprende il The Altar Tour eseguendo 68 concerti in giro per il mondo. Segue il lancio di altri due singoli: Crowded Places e Underdog.

### III, Quarto album (2018-presente)
Dopo aver annunciato il suo ritorno in scena nel dicembre 2018, Banks pubblica il singolo Gimme nell'aprile 2019. Viene successivamente pubblicato l'album III, supportato anche da un tour omonimo. Nel 2021 pubblica il singolo Devil come primo estratto dal suo quarto album.

## Influenze
Banks cita Lauryn Hill e Fiona Apple come le sue maggiori influenze. La cantautrice ha dichiarato che, secondo lei, la musica la aiuta a scaricare le sue emozioni e proprio per questo ha tenuto la musica privata quando stava studiando per la laurea in psicologia.

## Discografia

### Album in studio
- 2014 – Goddess
- 2016 – The Altar
- 2019 – III
- 2022 – Serpentina
- 2025 – Off with Her Head

### Album di remix
- 2014 – Goddess Remixes

### Extended play
- 2013 – Fall Over
- 2013 – London

### Singoli
- 2013 – Fall Over
- 2013 – Warm Water
- 2014 – Brain
- 2014 – Drowning
- 2014 – Beggin for Thread
- 2015 – Better
- 2016 – Fuck with Myself
- 2016 – Gemini Feed
- 2016 – Mind Games
- 2016 – To the Hilt
- 2017 – Crowded Places
- 2017 – Underdog
- 2019 – Gimme

## Riconoscimenti
| Anno | Organizzazione | Categoria         | Nominee | Risultato  |
| ---- | -------------- | ----------------- | ------- | ---------- |
| 2014 | MTV            | Brand New Nominee | Banks   | Nomination |
| 2013 | BBC            | Sound of 2014     | Banks   | Terza      |